# Pseudepidosis armilla
Pseudepidosis armilla är en tvåvingeart som beskrevs av Boris Mamaev 1994. Pseudepidosis armilla ingår i släktet Pseudepidosis och familjen gallmyggor. Inga underarter finns listade i Catalogue of Life.